# Xenia Ytterstedt
Xenia Ytterstedt (* 16. September 1990 in Nienburg (Weser) als Xenia Wolfgramm) ist eine deutsche Schauspielerin und Dramaturgin.

## Leben
Ytterstedt wuchs in Bremen und dem Bremer Umland auf. Nach einer Ausbildung zur Schauspielerin an der Theaterschule Aachen, die sie 2014 mit der Bühnenreife abschloss, folgten Stationen am Deutsch-Jüdischen Theater, dem Dokumentartheater Berlin, der Deutschen Oper Berlin sowie dem Westfälischen Landestheater in Castrop-Rauxel, wo sie als Schauspielerin ebenso wie in der Soufflage, Regieassistenz und Abendspielleitung wirkte. Seit 2023 ist Ytterstedt als Schauspielerin und Schauspieldramaturgin am Gerhart-Hauptmann-Theater Görlitz-Zittau.

## Schauspiel (Auswahl)
- Lissi in Goldzombies (von Marisa Wendt; Regie: Monirah Hashemi)
- Inge Neubauer in Straße der Besten (von Amina Gusner und Heiko Senst; Regie: Amina Gusner)
- Sarah King in Der Staub der Prärie (von Maria Milisavljević; Regie: Lisa Pauline Wagner)
- Sittah in Nathan der Weise (von Gotthold Ephraim Lessing; Regie: Markus Kopf)

## Dramaturgie (Auswahl)
- Muttersprache Mameloschn (von Sasha Marianna Salzmann; Regie: Ramona Ries)
- Die Bremer Stadtmusikanten (nach den Brüdern Grimm; Regie: Ingo Putz)